# François-Joseph Gossec

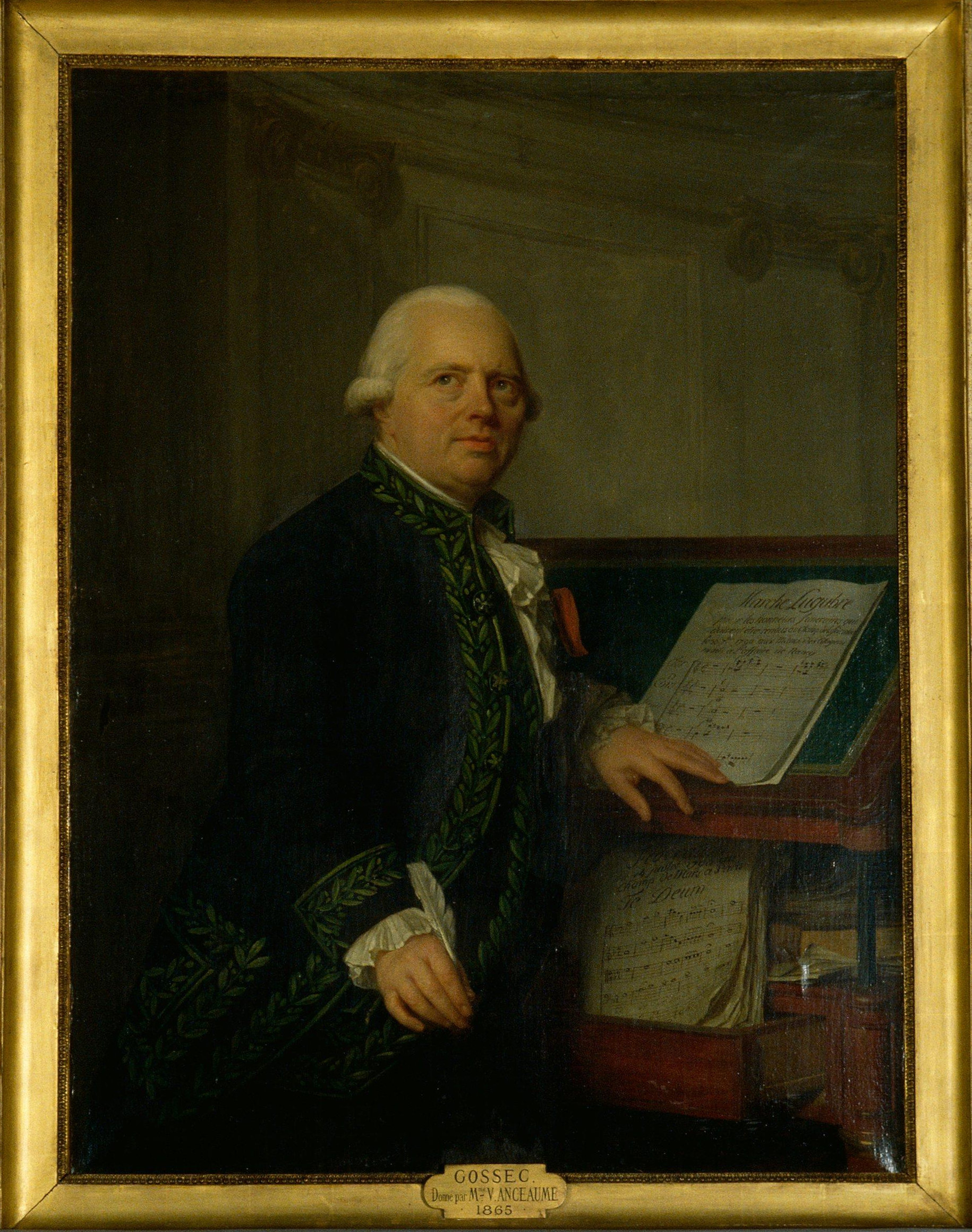
François-Joseph Gossec (1791)

François-Joseph Gossec, auch Gaussé, Gossé, Gosset oder Gossez (* 17. Januar 1734 in Vergnies bei Froidchapelle, Grafschaft Hennegau, Österreichische Niederlande, heute Belgien; † 16. Februar 1829 in Passy bei Paris) war ein wallonisch-französischer Komponist.

## Leben
Als Sohn eines Bauern geboren, kam François-Joseph Gossec im Alter von 6 Jahren als Chorknabe an die Stiftskirche von Walcourt und später an St. Aldegonde in Maubeuge. Dort trat er der Kapelle von St. Peter bei, deren Musikdirektor Jean Vanderbelen war, der ihm erste Unterweisungen in Violine, Tasteninstrumenten, Harmonielehre und Kompositionslehre gab. Von 1741 bis 1751 war er Chorknabe an der Kathedrale Notre Dame in Antwerpen und erhielt beim Domkapellmeister André-Joseph Blavier weiteren Unterricht. In dieser neuen Umgebung fühlte er sich wohl, verlor aber gänzlich den Kontakt zu seiner Familie. Auch während seiner Rundreise zur Aufführung seiner Opern 1792 und 1793 im befreiten Belgien hatte er keinen Kontakt mit seinen Eltern oder Geschwistern. 1751 ging er mit einem Empfehlungsschreiben zu Jean-Philippe Rameau nach Paris, der zu dem Zeitpunkt Orchesterleiter des Privatorchesters des Generalpächters Alexandre Le Riche de La Pouplinière war, und wurde dort Violinist.
Nach Rameaus Abschied aus La Pouplinières Kapelle machte Gossec Bekanntschaft mit dessen Nachfolger Johann Stamitz und erlernte von ihm die Errungenschaften der Mannheimer Schule: homophone Orchestersymphonien und neuartige Dynamikeffekte mit den dafür erforderlichen Klarinetten, Bassetthörnern und anderen Blasinstrumenten.
1751 wurde er Mitglied der Freimaurerloge „La Réunion des Arts“ in der auch Méhul und Cherubini waren. 1758 heiratete er die Sängerin Marie-Elisabeth Georges. Ein Sohn Alexandre-François-Joseph wurde 1760 geboren.
Gossec komponierte Kammermusik und dann Symphonien. Die ersten 6 Symphonien veröffentlichte er 1756 als opus 3. Mit 25 Jahren beschloss er, ein gewaltiges Werk zu komponieren, ein Requiem – Grand Messe des Morts. Im Mai 1760 erlebte diese 90 Minuten dauernde Totenmesse ihre Uraufführung in der Kirche des Jakobinerklosters, in der Rue St. Jacques, von Paris und machte Gossec über Nacht berühmt.
1762 bis 1769 übernahm er die Leitung der Kapelle des Louis V. Joseph de Bourbon, prince de Condé, in Chantilly und von 1766 zusätzlich die Leitung der Kapelle des Prinzen von Conti, Louis-François de Bourbon. Mit diesen Orchestern brachte er es zu großem Ansehen. Mit seinen Bühnenwerken hatte er nicht viel Glück, zum einen wegen der schlechten Libretti, zum anderen dominierten seine Zeitgenossen André-Ernest-Modeste Grétry und Christoph Willibald Gluck dieses Feld.
Von 1769 bis 1773 war er Direktor des Orchesters Concert des Amateurs, das sich der Aufführung zeitgenössischer Werke widmete und in ganz Europa schnell großen Ruhm erlangte; Konzertmeister Joseph Bologne, Chevalier de Saint-Georges, wurde sein Nachfolger. Zwischen 1773 und 1777 war er zusammen mit Simon Leduc und Pierre Gaviniès Direktor der Concert Spirituel und nutzte damit alle Gelegenheiten, seine eigenen Werke und die seiner Freunde zu Gehör zu bringen. 1775 erhielt er den Titel „maître de la musique“.
Seit 1778 wirkte er an der Académie de Musique zunächst als Chordirigent und seit 1780 als zweiter Direktor. Seit 1784 leitete er die neu gegründete École de chant. Ein weiterer kompositorischer Meilenstein war das Te Deum von 1779, das aus Anlass der Schwangerschaft von Marie-Antoinette entstand.
Gossec zeigte sich trotz seiner jahrelangen Unterstützung durch adelige Mäzene von den Ideen der Französischen Revolution begeistert. 1790 komponierte Gossec ein weiteres Te Deum für Männerchor und Blasorchester für die Föderations-Zeremonie auf dem Champ de Mars am 14. Juli.
Als 1795 das Pariser Konservatorium gegründet wurde, wurde ihm gemeinsam mit Jean-François Lesueur, Étienne-Nicolas Méhul, Luigi Cherubini und Grétry die Inspektion des Instituts übertragen.
Der überaus produktive Gossec wurde zum offiziellen Komponisten der Französischen Republik und verfasste zahlreiche repräsentative Werke für die Festlichkeiten der Revolutionszeit; sein Marche lugubre auf den Tod von Mirabeau vom September 1790 war sozusagen das Standardwerk für die Revolutionszeremonien.

## Werkübersicht

### Werke für Orchester
- 1760 Requiem – Grande Messe des Morts/Missa Pro Defunctis
- 1774 Sinfonie F-Dur
- 1775 Sinfonie D-Dur
- 1776 Sinfonie C-Dur
- 1777 Sinfonie D-Dur
- 1791 Invocation – chantée pour la translation des cendres de Voltaire au Panthéon à la station de l'Opera le 11. juillet 1791
- Dernière messe des vivants
- Sinfonie Es-dur opus 5 Nr. 2
- Symphonie à grand orchestre „La Chasse“ D-dur opus 13 Nr. 3
- Sinfonia à più stromenti, c-moll

### Werke für Blasorchester
- 1790 Te Deum für 3-stimmigen Männerchöre und Blasorchester
- 1790 Le Chant du 14 Juillet (Das Lied vom 14. Juli, Revolutionshymne) für 3-stimmigen Männerchor und Blasorchester
- 1793–1794 Symphonie pour Musique Militaire
- 1793 Marche lugubre
- 1793 Symphonie concertante D-dur du ballet "Mirza"
- 1794 Chœur patriotique für 3-stimmigen Männerchor und Blasorchester – Text: Voltaire
- 1794 Chœur à la liberté für gemischten Chor und Blasorchester – Text: Marie-Joseph Chénier
- 1794 Hymne à l'Être Suprème für Soli, Chor und Blasorchester
- 1809 Symphony in F major "Symphonie à 17 parties"
- Aux Manes de la Gironde für Solisten, gemischten Chor und Blasorchester
- Chant funèbre sur al mort de Ferraud Sänger, Männerchor und Blasorchester
- Chœur patriotique für 3-stimmigen Männerchor und Blasorchester – Text: Jean-Antoine Roucher
- Domine Salvum für 3-stimmigen Männerchöre und Blasorchester
- Marche religieuse
- Hymne à Voltaire – Hymne sur la translation du corps de Voltaire au Panthéon – Text: Marie-Joseph Chénier
- Hymne funèbre
- Hymne à la nature für gemischten Chor und Blasorchester – Text: Varon
- (Hymne ohne Titel) für gemischten Chor und Blasorchester
- Hymne a Jean-Jacques Rousseau für Sänger und Blasorchester
- Hymne a Humanité für gemischten Chor und Blasorchester
- Hymne à la liberté – Text: Varon
- Hymne à la statue de la liberté – Text: Varon
- Hymne a victoire für gemischten Chor und Blasorchester
- Hymne pour la celebariton de victoire für Solisten, gemischten Chor und Blasorchester
- Hymne pour la 14 Juillet – Text: Marie-Joseph Chénier
- L'Offrande à la Liberté (Revolutionshymne)
- La Marseillaise (Französische Nationalhymne) für 3-stimmigen Männerchor und Blasorchester
- Marche funèbre
- Marche vitorieuse
- Marche für 2 kleine Flöten, 2 Klarinetten, Trompete, 2 Hörner in F, 2 Fagotte und Serpent
- Marche für 2 kleine Flöten, 2 Klarinetten, Trompete in F, 2 Hörner in F, 2 Fagotte un Serpent
- Nationale ronde – Text: Marie-Joseph Chénier
- Peuple, éveille-toi (Revolutionshymne)
- Symphonie in C

### Kammermusik
- op. 14 6 Streichquartette (1770)
- op. 15 6 Streichquartette (1772)

### Oratorien und Bühnenwerke
- 1765 Le tonnelier  [Der Küfer], Opéra-comique in einem Akt, Libretto: Nicolas-Médard Audinot (1732–1801) in Zusammenarbeit mit Antoine-François Quétant (1733–1822)[Digitalisat 1] Das Werk ist ein Pasticcio, das neben der Musik Gossecs die Musik anderer zeitgenössischer Komponisten verwendet. Enthaltene musikalische Formen sind unter anderem Air, Romance, Vaudeville und Rezitativ. Die Uraufführung fand am 16. März 1765 in Paris statt, ausgeführt von den Comédiens italiens ordinaires du Roi.[3]
- 1766 Les Pêcheurs, Oper
- 1767 Toinon et Toinette, Oper
- 1767 Le Double Déguisement, Oper
- 1768 Les Agréments d'Hylas et Silvie, Oper
- 1792 Le Triomphe de la Republique ou Le Campde Grand Pré
- Alexis et Daphné
- La Nativité, Oratorium

## Digitalisate
1. ↑  Gossec: Le Tonnelier, Libretto als Digitalisat in der UNT Digital Library der University of North Texas